# Casinaria moesta
Casinaria moesta är en stekelart som först beskrevs av Johann Ludwig Christian Gravenhorst 1829.  Casinaria moesta ingår i släktet Casinaria och familjen brokparasitsteklar. Inga underarter finns listade.